# Ljachovo (distrikt i Bulgarien, Dobritj)
Ljachovo (bulgariska: Ляхово) är ett distrikt i Bulgarien.   Det ligger i kommunen Obsjtina Baltjik och regionen Dobritj, i den östra delen av landet, 400 km öster om huvudstaden Sofia.
Trakten runt Ljachovo består till största delen av jordbruksmark. Runt Ljachovo är det ganska glesbefolkat, med 40 invånare per kvadratkilometer.